# Wayne Gilchrest
Wayne Gilchrest (ur. 15 kwietnia 1946) – amerykański polityk, członek Partii Republikańskiej. W latach 1991–2009 był przedstawicielem pierwszego okręgu wyborczego w stanie Maryland w Izbie Reprezentantów Stanów Zjednoczonych.